# La Maison tranquille
La Maison tranquille je francouzský němý film z roku 1901. Režisérem je Georges Méliès (1861–1938). Film trvá zhruba dvě minuty.

## Děj
Zatímco v přízemí se pronajímatel a jeho žena snaží najíst, nad nimi jsou tři ubytovaní muži, z nichž jeden se proboří skrz podlahu. Pronajímatelé se zděšením utečou, čehož muži využijí a ukradnou jim ze spodního patra všechno jídlo. Jeden z mužů ve spodním patře popadne prostěradlo a dvě násady na koště a začne předstírat sloní monstrum, což vyděsí a odežene pronajímatelku, která se odhodlala do zpuštošené místnosti vrátit. Muž dá potom prostěradlo mezi dvě židle a vrátí se nahoru mezi své společníky. Pronajímatelka, domnívající se, že je monstrum stále na místě, se rozeběhne ze dveří a velkou silou uhodí koštětem prázdný prostor mezi židlemi zakrytý prostěradlem. Poté přijde do přízemí policista, aby muže ukáznil, ale ti na něj skrz díru začnou házet všelijaké věci, což policistu přiměje k útěku. Muži se na závěr přesunou do spodního patra, kde triumfálně tančí a zabarikádují se.